# Grammodes cooma
Grammodes cooma là một loài bướm đêm trong họ Erebidae.